# Reilhanette
Reilhanette é uma comuna francesa na região administrativa de Auvérnia-Ródano-Alpes, no departamento de Drôme. Estende-se por uma área de 14,78 km². Em 2010 a comuna tinha 147 habitantes (densidade: 9,9 hab./km²).